# Randallichthys filamentosus
Randallichthys filamentosus är en fiskart som först beskrevs av Fourmanoir, 1970.  Randallichthys filamentosus ingår i släktet Randallichthys och familjen Lutjanidae. Inga underarter finns listade i Catalogue of Life.